# District de Cheorwon
Le district de Cheorwon est un district de la province du Gangwon, en Corée du Sud.

## Climat
| Mois                                             | jan.       | fév.       | mars       | avril     | mai       | juin     | jui.      | août      | sep.      | oct.      | nov.       | déc.       | année      |
| ------------------------------------------------ | ---------- | ---------- | ---------- | --------- | --------- | -------- | --------- | --------- | --------- | --------- | ---------- | ---------- | ---------- |
| Température minimale moyenne (°C)                | −11,8      | −8,6       | −2,6       | 3,4       | 10,4      | 16,1     | 20,2      | 20,1      | 13,6      | 5,5       | −1,2       | −8,6       | 4,7        |
| Température moyenne (°C)                         | −5,7       | −2,3       | 3,7        | 10,5      | 16,6      | 21,1     | 23,8      | 24        | 18,9      | 11,8      | 4,3        | −3,2       | 10,3       |
| Température maximale moyenne (°C)                | 0,7        | 4,1        | 10,2       | 17,5      | 22,9      | 26,7     | 28,1      | 28,9      | 25        | 19,1      | 10,5       | 2,7        | 16,4       |
| Record de froid (°C) date du record              | −29,2 2001 | −24,6 2012 | −13,4 2016 | −8,2 1991 | 0,9 1995  | 6,1 2010 | 11,3 1993 | 8,8 1991  | 3,5 2001  | −6,3 1997 | −13,8 1993 | −22,2 1990 | −29,2 2001 |
| Record de chaleur (°C) date du record            | 13,1 2021  | 17,5 2004  | 22,4 2013  | 29,8 2012 | 32,5 2019 | 34 1997  | 36 2018   | 38,4 2018 | 33,7 1998 | 29 2014   | 24 2011    | 14,5 2002  | 38,4 2018  |
| Ensoleillement (h)                               | 173,3      | 176        | 196,5      | 203,7     | 224,5     | 198,7    | 141,9     | 170       | 187       | 200,6     | 152,3      | 159        | 2 183,5    |
| Précipitations (mm)                              | 18,2       | 26,3       | 30,8       | 69        | 102,4     | 119      | 400       | 347,4     | 121,2     | 49,9      | 48,1       | 22,1       | 1 354,4    |
| Nombre de jours avec précipitations              | 6,3        | 6          | 7,3        | 8,1       | 9,1       | 10,9     | 16,6      | 14,3      | 8,4       | 6,6       | 8,1        | 7,5        | 109,2      |
| dont nombre de jours avec précipitations ≥ 10 mm | 0,4        | 0,7        | 0,9        | 2,2       | 3,1       | 3,7      | 8,1       | 6,8       | 3,1       | 1,6       | 1,4        | 0,4        | 32,4       |
| Humidité relative (%)                            | 67,1       | 63,1       | 60,5       | 58,3      | 64,4      | 71,4     | 81,3      | 81,4      | 76,9      | 72,9      | 71,6       | 70         | 69,9       |

| Diagramme climatique                                  |             |              |           |               |             |             |               |             |             |              |             |
| J                                                     | F           | M            | A         | M             | J           | J           | A             | S           | O           | N            | D           |
| 0,7−11,818,2                                          | 4,1−8,626,3 | 10,2−2,630,8 | 17,53,469 | 22,910,4102,4 | 26,716,1119 | 28,120,2400 | 28,920,1347,4 | 2513,6121,2 | 19,15,549,9 | 10,5−1,248,1 | 2,7−8,622,1 |
| Moyennes : • Temp. maxi et mini °C • Précipitation mm |             |              |           |               |             |             |               |             |             |              |             |